# Józef Wawel-Louis
Józef Wawel-Louis właściwie Józef Tadeusz Louis (ur. 14 października 1832 w Krakowie, zm. 21 marca 1898 w Krakowie) – polski prawnik, historyk, publicysta, radca dworu cesarsko-królewskiego. Miłośnik i znawca Krakowa, zwłaszcza XVIII-XIX w., oraz okresu Wolnego Miasta Krakowa. Jeden z założycieli i pierwszy prezes Towarzystwa Miłośników Historii i Zabytków Krakowa, członek założyciel Towarzystwa Gimnastycznego „Sokół” w Krakowie.

## Życiorys
Pochodził z rodziny o korzeniach polskich, niemieckich i francuskich. Jego ojciec, Józef Jan Mikołaj Louis, był kupcem. Matka, Maria Krumpholtz, wywodziła się z rodu kupieckiego o długich tradycjach. 
Louis rozpoczął edukację w prywatnych szkołach, m.in. w pensji Szymona Dutkiewicza przy ul. Kanoniczej. Następnie w 1844 został przyjęty do Gimnazjum św. Anny, które ukończył w 1847. W tym samym roku zapisał się na studia prawnicze na Uniwersytecie Jagiellońskim, które ukończył w 1853. Po odbyciu aplikantury w Krakowie został zatrudniony w sądzie kryminalnym w Rzeszowie. Następnie pracował w sądach w Rozwadowie, Krzeszowicach, Dąbrowie Tarnowskiej, Andrychowie, Kalwarii i Mogile. W  1867 otrzymał stanowisko sędziego w Krzeszowicach, a w 1872 awansowano go na radcę przy Sądzie Krajowym w Krakowie. Później został radcą Sądu Krajowego Wyższego. W 1890 został mianowany radcą dworu przy Najwyższym Trybunale Sądowym i Kasacyjnym w Wiedniu. W 1895 przeszedł na emeryturę i powrócił do Krakowa.
Podczas pracy sądowej w Krzeszowicach został wybrany na członka Rady Powiatowej w Chrzanowie. W latach 1869–1871 należał do Towarzystwa Przyjaciół Oświaty w Krakowie. W latach 70. był członkiem Okręgowej Rady Szkolnej w Krakowie. Za publikacje historyczne nt. Krakowa otrzymał w 1877 z rąk cesarza Franciszka Józefa tytuł szlachecki "Edler" oraz przydomek von Wawel. Należał do Kasy Oszczędności Miasta Krakowa. Był członkiem Komisji Prawniczej Akademii Umiejętności. W latach 90. wybrano go członkiem honorowym Stowarzyszenia Biblioteki Polskiej. W 1892 był członkiem-założycielem krakowskiego Sokoła. W 1896 należał do grona zakładających Towarzystwo Miłośników Historii i Zabytków Krakowa i wybrany został jego pierwszym prezesem.
Ogłosił około 3000 różnej wielkości prac z zakresu prawa, administracji i społeczeństwa. Publikacje te ukazały się głównie na łamach polskich i niemieckich czasopism fachowych. W pracach historycznych skupiał się przede wszystkim na dziejach Krakowa porozbiorowego.
Pochowany został na cmentarzu Rakowickim w Krakowie, w pasie 11.

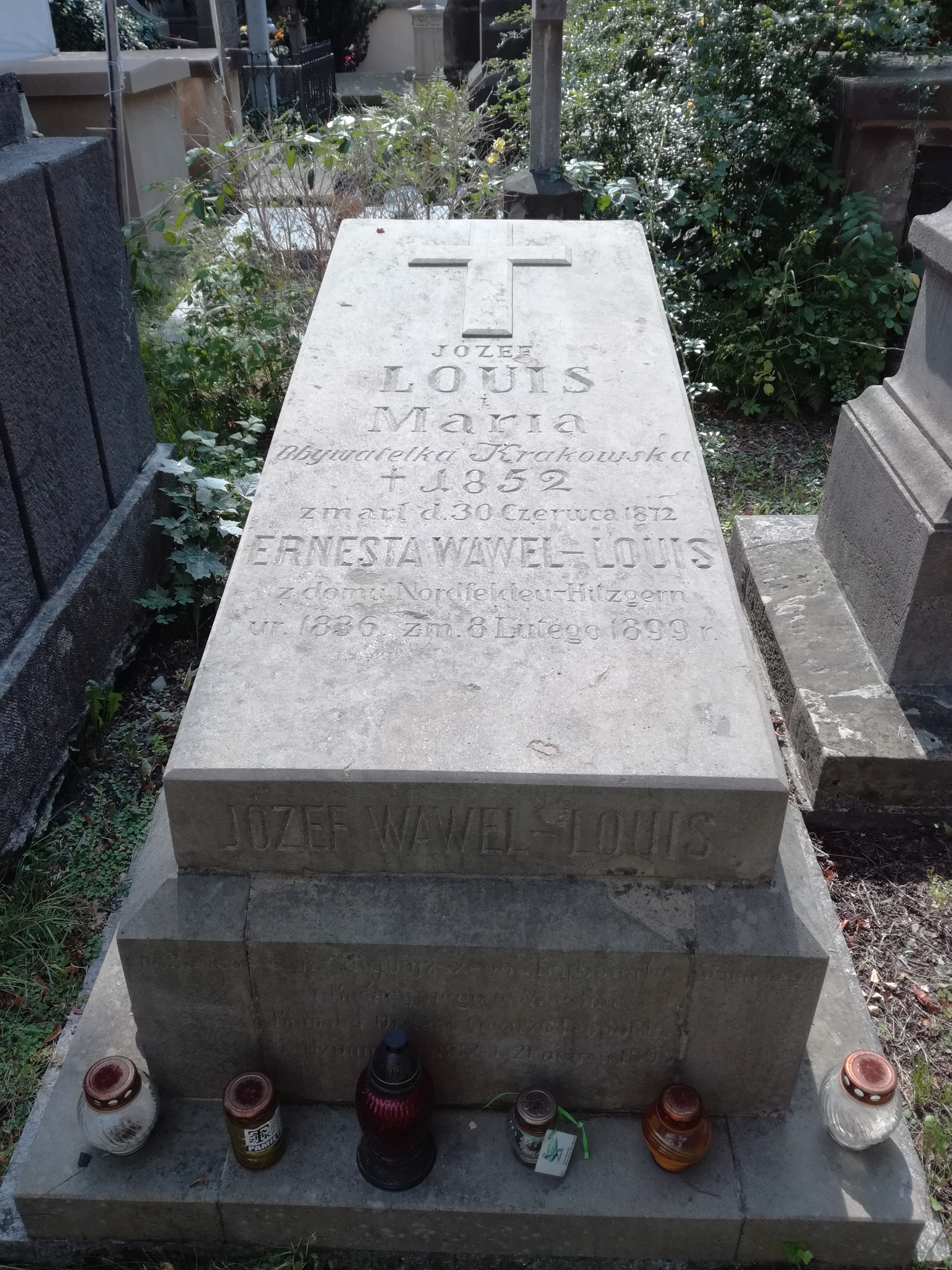
Grób Józefa Wawel-Louisa na cmentarzu Rakowickim

## Wybrane prace
Z zakresu prawa:
- Prawo spadkowe, 1865
- Dawne prawo wekslowe polskie, 1872
- Początkowe sądownictwo austriackie w Galicji 1772-1784, 1897

Z zakresu historii Krakowa:
- Kupcy krakowscy w epoce przejściowej 1773-1846, 1883
- Życie światowe i towarzyskie w Rzeczypospolitej Krakowskiej 1816-1846, 1884
- Przechadzka kronikarza po Rynku Krakowskim, 1890
- Kronika rewolucji krakowskiej w roku 1846, 1898